# Perioikosz

A spártai állam, fekete körrel a perioikoszok települései és Amüklai

A perioikoszok (περίοικοι, „körüllakók”) a Spártai állam, Lakedaimón és Messzénia területén élő szabad, autonómiával rendelkező, de az egész államot tekintve politikai jogokkal nem rendelkező népcsoport voltak, akik saját településeiken éltek főleg hegyvidéki és tengerparti területeken. Ők engedély nélkül is külföldre utazhattak, míg a spártaiak maguk csak engedéllyel. Egyes feltételezések szerint a Peloponnészoszon élő modern cakoneszek az ő leszármazottaik.

## Eredetük
A görög tradíció a perioikoszokat régi akhájoknak tartotta, akiket a dórok meghódítottak – míg a síksági akhájok helóták, a hegyvidékiek perioikoszok lettek. A dórok mindenesetre valóban északról jött hódítók voltak, akik az i. e. 9. században kezdték meghódítani a későbbi spártai állam területét. A római időkben a perioikoszok 24, korábban közel 100 településen laktak.

## Helyzetük
Helyzetük nem egészen világos a források alapján. Hérodotosz, Thuküdidész és Xenophón városaikról mint poliszokról beszélnek, ugyanakkor a spártai államban nem rendelkeztek politikai jogokkal. Politikai és társadalmi szerveződésük szegényes volt, de valamiféle autonómiával rendelkeztek. Spártai nőt nem vehettek feleségül.
Gazdasági szerepükre implicit módon lehet következtetni. A teljes jogú spártai polgárok (homoioszok) nem dolgozhattak, a helóták pedig földművelők voltak. A spártai kézművesség termékei pedig külföldre is eljutottak, az ilyen kapcsolatok például az etruszkokkal az i. e. 6. században igen intenzívek voltak. A híres spártai fegyvereknek is készülniük kellett valahol, stratégiailag igen veszélyes lett volna, ha kizárólag importból szerzik be azokat. Így arra lehet következtetni, hogy – többek között – a perioikoszok kézművességgel és kereskedelemmel foglalkoztak.
A perioikoszok engedély nélkül utazhattak külföldre, – míg például a szabad spártaiak nem – ez is kereskedelmi fontosságuk mellett szól. Fontos szerepet töltöttek be a spártai hadseregben is, ahol hopliták voltak, a flottánál pedig epibatészek.